# Evert Taube-stipendiet
Ej att förväxla med Gröna Lunds Evert Taube-pris.

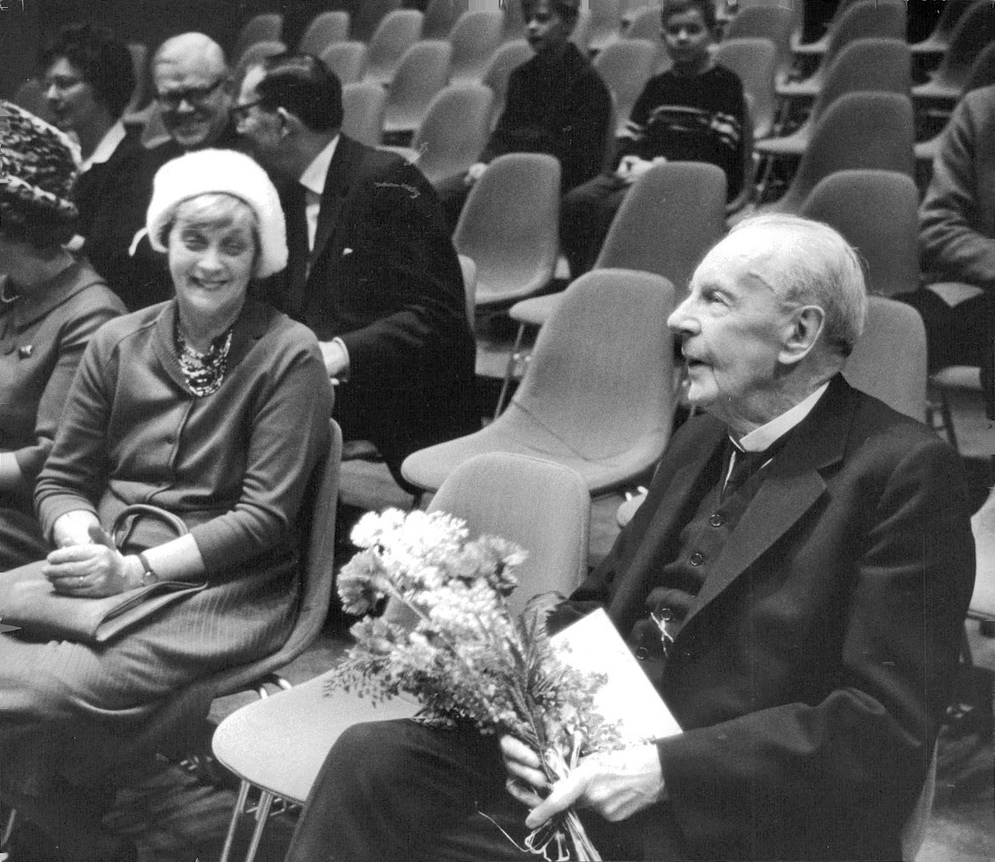
Astri Taube och författaren Bo Bergman i samband med utdelandet av Evert Taube-stipendiet för 1964 i Nationalmuseums föreläsningssal.

Evert Taube-stipendiet är ett svenskt musik- och litteraturpris instiftat 1960 av Evert Taube själv och tidningen Vi. Stipendiet ges för "sångbar dikt eller tonsättning av dikter". Evert Taube själv har som enda person mottagit priset två gånger. Prissumman är på 50 000 kronor

## Stipendiater
- 1960 – Evert Taube
- 1961 – Lennart Hellsing
- 1962 – Povel Ramel
- 1963 – Anders Österling
- 1964 – Bo Bergman
- 1965 – Ulf Peder Olrog
- 1966 – Lars Forssell
- 1967 – Beppe Wolgers
- 1968 – Harry Martinson
- 1969 – Cornelis Vreeswijk
- 1970 – Evert Taube
- 1971 – Olle Adolphson
- 1972 – Hans Alfredson och Tage Danielsson
- 1973 – Tor Bergner
- 1974 – Gunnar Turesson
- 1975 – Ulf Björlin och Sven-Bertil Taube
- 1976 – Elisabet Hermodsson
- 1977 – Lasse Dahlquist
- 1978 – Matts Arnberg
- 1979 – Alf Hambe

Stipendiet delades inte ut under 1980-talet men traditionen återupptogs 1990, lagom till Evert Taubes 100-årsdag.

- 1990 – Georg Riedel
- 1991 – Mats Paulson
- 1992 – Robert Broberg
- 1993 – Allan Edwall
- 1994 – Monica Dominique
- 1995 – Thorstein Bergman
- 1996 – Britt G. Hallqvist
- 1997 – Staffan Percy
- 1998 – Mikael Wiehe och Leif "Pedda" Pedersen
- 1999 – Git Magnusson och Bo Stenhammar
- 2000 – Leif Bergman
- 2001 – Ylva Eggehorn
- 2002 – Benny Andersson
- 2003 – Owe Thörnqvist
- 2004 – Barbro Lindgren
- 2005 – Ulf Lundell
- 2006 – Laleh Pourkarim
- 2007 – Håkan Hellström
- 2008 – Eva Dahlgren
- 2009 – Lars Winnerbäck
- 2010 – Louise Hoffsten
- 2011 – Niklas Strömstedt
- 2012 – Melissa Horn
- 2013 – Tomas Andersson Wij[1]
- 2014 – Stefan Sundström[2]
- 2015 – Nino Ramsby[3]
- 2016 – CajsaStina Åkerström[4]
- 2017 – Emil Jensen[5]
- 2018 – Annika Norlin

Sedan 2019 delas Taubestipendiet ut av tidningen Vi. 
- 2019 – Jason ”Timbuktu” Diakité
- 2020 – Sofia Jannok
- 2021 – Mattias Alkberg
- 2022 – Karin Rehnqvist[6]
- 2023 – Markus Krunegård[7]
- 2024 - Sara Parkman [8]